# Église Saint-Sebastien d'Obermorschwiller
L'église Saint-Sebastien est un monument historique situé à Obermorschwiller, dans le département français du Haut-Rhin.

## Localisation
Ce bâtiment est situé rue de l'Église à Obermorschwiller.

## Historique
L'édifice fait l'objet d'une inscription au titre des monuments historiques depuis 1999.